# André Boniface
Pour les articles homonymes, voir Boniface.

a Compétitions nationales et continentales officielles uniquement.

b Matchs officiels uniquement.
André Boniface, né le 14 août 1934 à Montfort-en-Chalosse et mort le 8 avril 2024 à Bayonne, est un joueur international français de rugby à XV qui évolue au poste de centre et d'ailier du milieu des années 1950 jusqu'à la fin des années 1960.
Il compte quarante-huit sélections en équipe de France entre 1954 et 1966. Il marque 44 points, dont 11 essais. Fidèle au club du Stade montois, après avoir débuté avec l'US Dax, il est un des acteurs de la victoire française lors de quatre Tournois des Cinq Nations (1954, 1955, 1959 et 1962). Il participe à la tournée en Nouvelle-Zélande et en Australie en 1961. Il est champion de France de rugby à XV en 1963 et finaliste en 1953 et en 1959.
Il évolue en club et en équipe de France aux côtés de son frère Guy Boniface, également trois-quarts centre et de l'ailier Christian Darrouy.

## Biographie

### Jeunesse

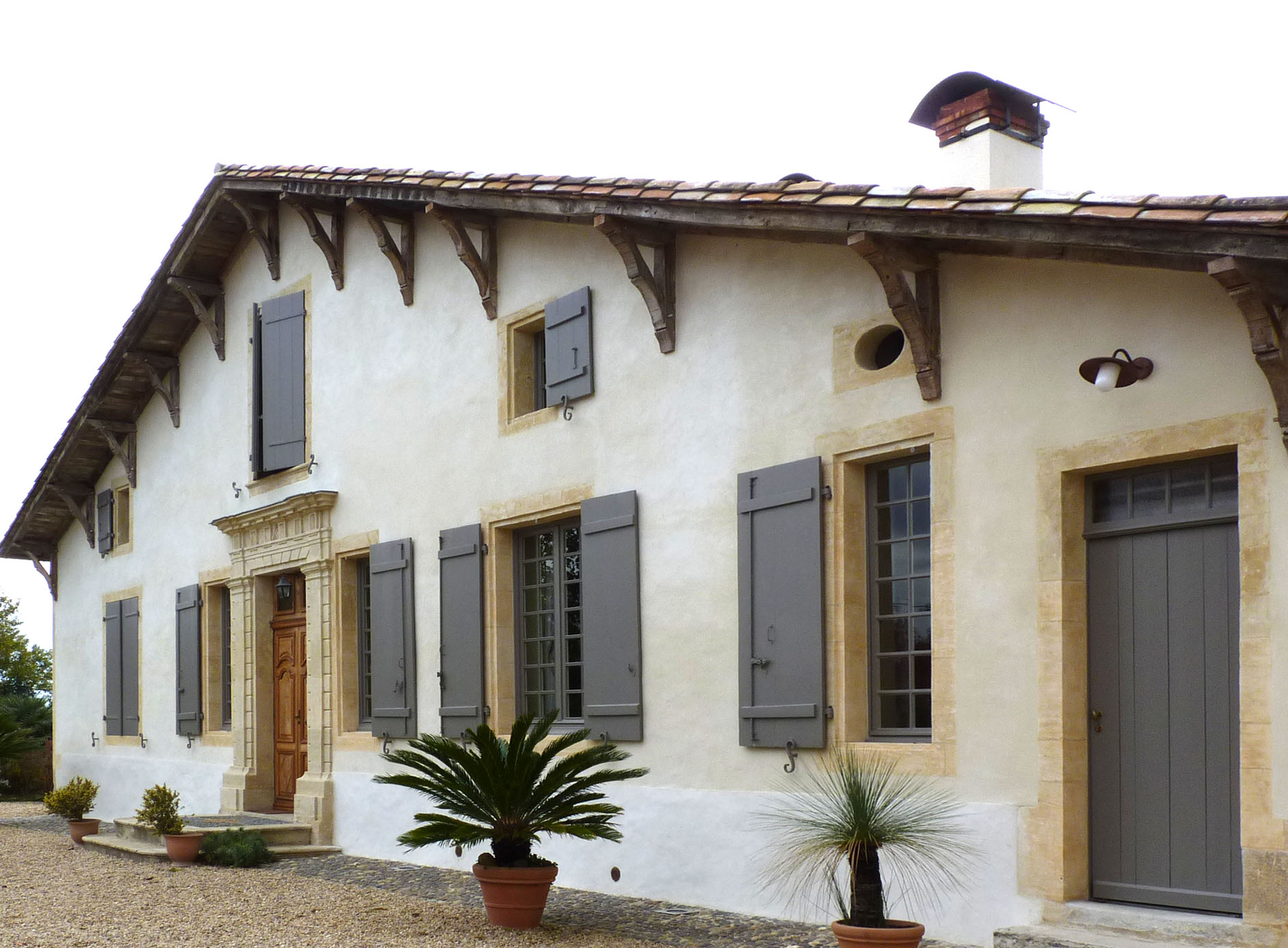
Une maison capcazalière (Sarrat) édifiée au XVIIe siècle dans la commune d'origine d'André Boniface, Montfort-en-Chalosse.

André Boniface naît le 14 août 1934 à Montfort-en-Chalosse, dans les Landes. Son grand-père paternel, Albert Boniface, vit à Mugron ; son père, Jean (1910-1994), qui a passé son enfance et sa jeunesse à Mugron, s'installe, après son mariage en 1933 avec Madeleine Froment (1911-1994), à Montfort-en-Chalosse où il exerce le métier de sellier-bourrelier.
Pendant la Seconde Guerre mondiale, son père est prisonnier de guerre. Montfort-en-Chalosse étant en zone occupée, il survie avec sa mère et son jeune frère Guy, grâce au travail de sa grand-mère maternelle, seule couturière du village. Avec ses camarades de classe, André Boniface joue au rugby lors des récréations à l'école de Montfort-en-Chalosse : « L'instituteur, M. Daverat, un homme très rigoureux, était passionné de rugby. Le lundi matin, les résultats du championnat de la Côte basque, auquel participait l'équipe de Montfort, étaient inscrits à la craie sur le tableau noir. Durant trente minutes, l'instituteur commentait chaque match et ensuite seulement le travail de la semaine pouvait commencer ». Leur ballon est alors constitué d'un béret rempli de papier et cousu par son père.
Lors de la saison 1947-1948, André Boniface intègre le club de Montfort-en-Chalosse, l'Association sportive montfortoise. Il joue son premier match officiel en catégories minimes auprès de son frère, à Tartas ; jouant pieds nu n'ayant pas de chaussures de sport, les Tangos s'imposent sur le score de 9 à 0 avec trois essais d'André. Lors du match suivant, il affronte l'Union sportive dacquoise de Pierre Albaladejo en lever de rideau de la rencontre entre l'US Dax et le CA Bègles, contribuant à la victoire des siens 6 à 3 avec deux essais inscrits.
Enfant de chœur avec son frère à Montfort-en-Chalosse et faisant partie avec son frère des Cœurs vaillants, il fréquente dès 1950 Anny Deyris, la fille d'un négociant en grains, président de l'AS Montfort, qui deviendra sa femme le 19 septembre 1955.

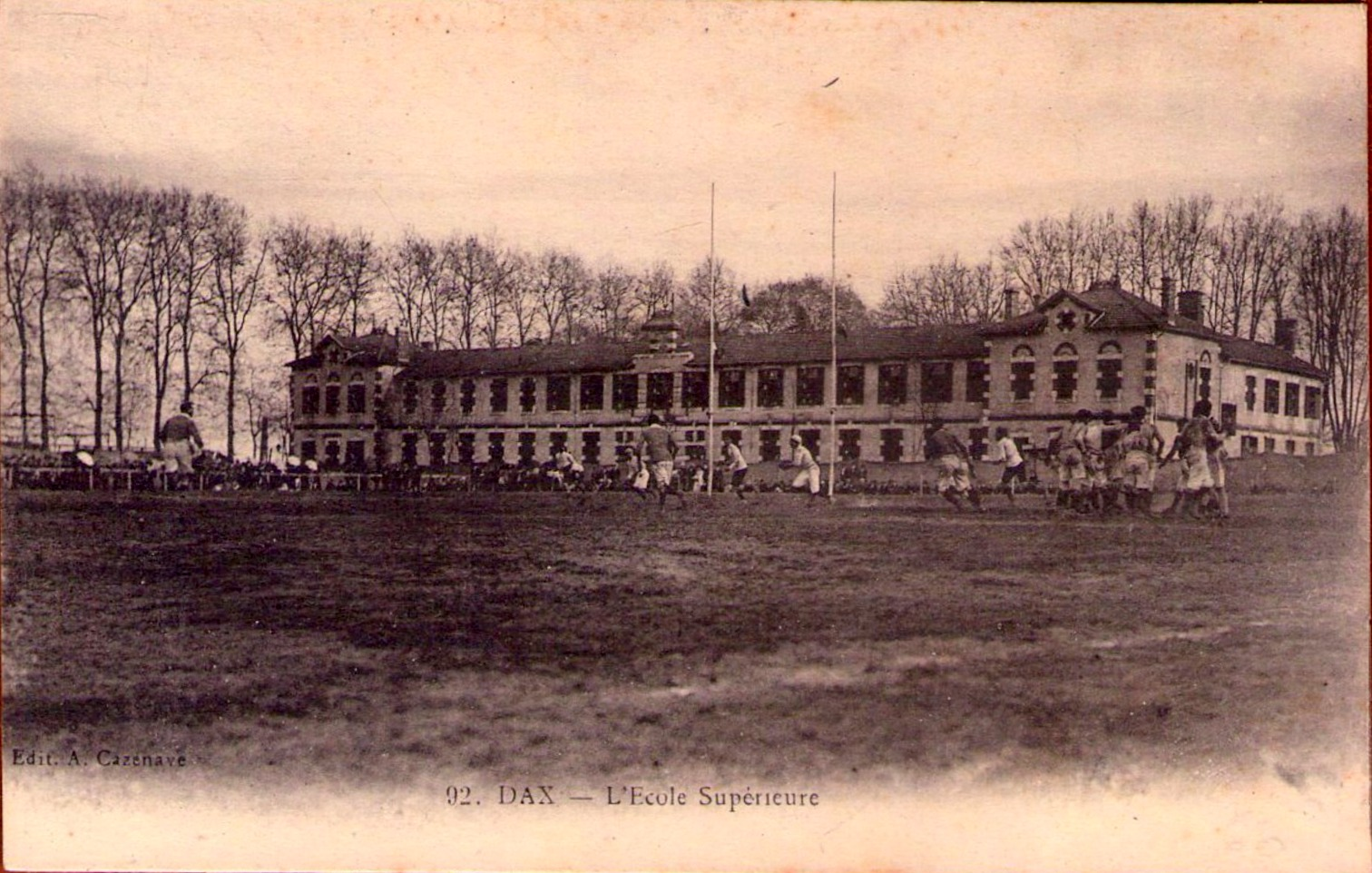
André Boniface étudie dans sa jeunesse à l'École supérieure de Dax (ci-contre en arrière-plan derrière le terrain de rugby du champ de Cuyès).

Il devient interne à l'École supérieure de Dax, qui se situe à une vingtaine kilomètres de distance de Montfort-en-Chalosse. Pratiquant l'athlétisme à l'Union sportive dacquoise (vitesse, longueur, poids), il joue également au rugby à XV avec l'équipe scolaire des Genêts, tout d'abord avec les cadets au poste de centre avec lesquels il est sacré champion d'académie en 1950. L'année suivante, il est à nouveau champion d'académie, cette fois-ci en catégorie junior.

### Première sélection en équipe de France junior et débuts en équipe première en club
Vers 1951, il est sélectionné avec l'équipe de Côte basque qui remporte la Coupe des comités. Il est par la suite appelé à disputer un match de sélection à Romans-sur-Isère durant lequel il inscrit un total de 18 points,. Il est ainsi sélectionné avec l'équipe de France junior, affrontant le pays de Galles à l'Arms Park de Cardiff, ; tout juste âgé de 16 ans, il est l'un des plus jeunes joueurs de l'équipe. Reprenant le ballon sur une passe d'Amédée Domenech, Boniface marque un essai qu'il transforme, sur une course de près de 80 mètres conclu sous les poteaux d'en-but et permettant une victoire 0 à 5. En club, il évolue déjà avec l'équipe senior de l'AS Montfort. Cette saison, il permet aux Tangos d'accéder à la troisième division nationale, notamment grâce à un essai de 100 mètres inscrit à Parentis-en-Born.
Après cette saison réussie sous le maillot orange et noir, les dirigeants du club l'incitent à rejoindre l'Union sportive dacquoise afin d'évoluer à haut niveau, en première division du championnat de France.
Le trois-quarts centre de l'Aviron bayonnais Jean Dauger renforce l'équipe de Dax pour un match contre une équipe britannique en tournée, le comté de Clamorgan ; il montre à André Boniface l'importance du rôle de passeur,. « J'ai compris que celui qui marque et que l'on voit le plus n'est pas celui qui fait le boulot. Et je me suis dit que, dans ma carrière, ce serait le but de mon jeu… »
« J'ai fait quelques matchs en équipe première à Dax et le Stade montois m'a sollicité pour le rejoindre. Je suis un gamin de 17 ans, le rugby occupe une place énorme dans ma vie. Mont-de-Marsan est une équipe plus ambitieuse que Dax, et je suis moi aussi ambitieux. » Le président du Stade montois, Camille Pédarré, a un garage à Mont-de-Marsan, c'est pour cette raison que le père d'André donne son accord. « Je suis puni » (à cette époque d'amateurisme pur et dur, les transferts sont sévèrement règlementés et la Fédération punit d’une année blanche tout joueur changeant de club, sauf avis contraire du club d'origine). « Tous les week-ends j'attends l'avis favorable de la part des Dacquois et il ne vient jamais. Je ne joue qu'un match cette saison-là et c'est le dernier : la finale contre Lourdes, ce qui n'est pas un cadeau. Le Stade montois a beaucoup de blessés et les Dacquois ont enfin daigné me donner l'avis favorable. C'est là que j'ai compris toute l'animosité qu'il y a entre les deux clubs et j'en garde à l'époque une certaine rancœur. »
André Boniface est devenu pensionnaire au lycée de Mont-de-Marsan, puis il fait son service militaire en compagnie de Pierre Albaladejo (Dax) et de Guy Calvo (FC Lourdes), à la base aérienne de Bordeaux avant de le terminer à celle de Mont-de-Marsan.

### Débuts avec le Stade montois, en équipe de France et premières victoires dans le Tournoi

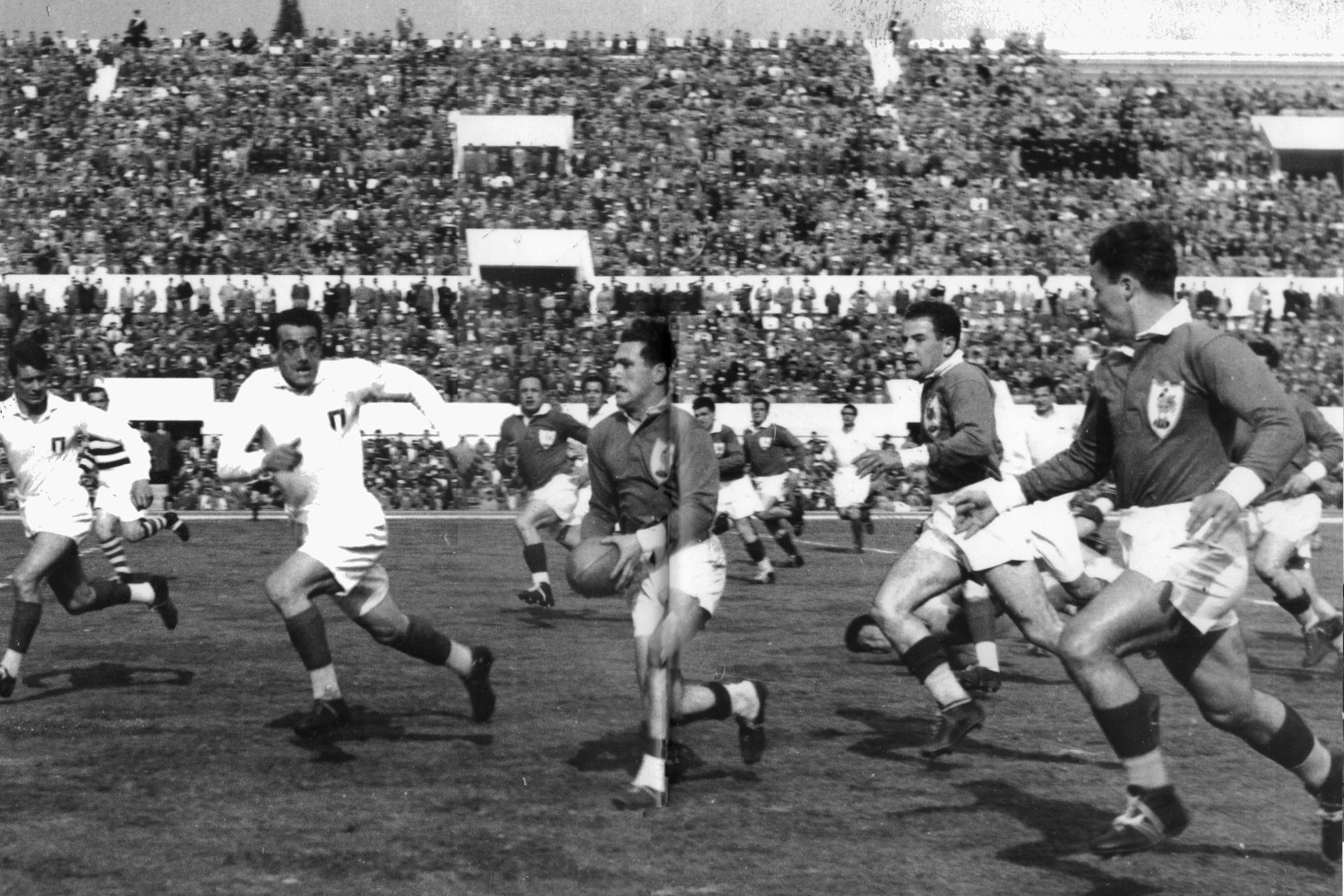
La finale de la Coupe d'Europe FIRA 1954 entre la France et l'Italie est le 5e match international officiel d'André Boniface.

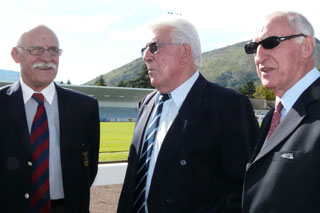
À Lourdes en 2008, Michel Crauste, François Moncla et Pierre Albaladejo, trois coéquipiers d'André Boniface en équipe de France.

André Boniface reçoit sa première cape internationale à l'âge de 19 ans et demi le 23 janvier 1954 contre l'équipe d'Irlande lors du Tournoi des Cinq Nations 1954. Il est à l'aile à côté des trois-quarts centres Maurice Prat et Roger Martine. Il est impliqué sur les deux essais français ; sur le premier, André Boniface a un ballon d'attaque, il fait un recentrage au pied qui profite à Maurice Prat sur une erreur de la défense, le Lourdais marque. La balle est transmise à l'aile droite à Boniface, qui donne à Maurice Prat sur la ligne des 22 mètres irlandaise ; par des crochets, il échappe à toute la défense et marque un deuxième essai.
Entre deux matchs du Tournoi, la France reçoit la Nouvelle-Zélande et s'impose 3-0. André Boniface relativise : « Après deux mois passés en Grande-Bretagne, sortant de matches très durs, ils arrivaient à Paris la fleur au fusil, un peu fatigués, n’ayant sûrement pas préparé ce match avec toute la conviction nécessaire. Je me demande toujours si c'est bien leur grande équipe que nous avons battue ».
La presse porte les joueurs aux nues ; les Gallois, remontés, entament déterminés la partie et battent les coéquipiers d'André Boniface. La composition de l'équipe de France est modifiée après la défaite contre le pays de Galles. Après le succès de prestige (3-0) contre la Nouvelle-Zélande, l'échec au pays de Galles est une déception ; quatre joueurs sont changés : l'arrière Pierre Albaladejo fait ses débuts internationaux. Si la France peut gagner le Tournoi, l'Angleterre a gagné la Triple Couronne et peut gagner le Tournoi, avec quatre victoires sur quatre matches (Grand Chelem). Douze des quinze joueurs sont issus du Bassin de l'Adour (Dax, Mont-de-Marsan, Lourdes, Bayonne, Biarritz, Le Boucau). Dans la première mi-temps, André Boniface récupère au rebond le ballon dégagé d'un coup de pied et trompe la vigilance de la défense anglaise pour marquer un essai en coin. La France gagne le match et le Tournoi. La France est enfin parvenue à gagner le Tournoi, à égalité avec l'Angleterre et le pays de Galles (trois victoires, une défaite). C'est la première équipe française à remporter le Tournoi.
Les sélectionneurs le retiennent quelques jours plus tard dans le cadre de la Coupe d'Europe FIRA 1954, compétition organisée par la Fédération internationale de rugby amateur, pour un match contre l'Italie à Rome. André Boniface est retenu pour une tournée en Argentine l'été 1954 ; la France l'emporte deux fois et le jeune Landais marque deux essais lors du deuxième test match.
Retenu cette fois pour l'entame du Tournoi des Cinq Nations 1955 contre l'Écosse, André Boniface marque un essai lors de la large victoire 15-0, avec quatre essais inscrits. Il joue le deuxième match victorieux, un déplacement en Irlande gagné 5-3. André Boniface est d'abord retenu pour jouer contre l'Angleterre avant de se blesser et de déclarer forfait. La France remporte un nouveau Tournoi avec trois victoires et une défaite, s'inclinant contre le pays de Galles pour le dernier match du Grand Chelem.
André Boniface est retenu au poste de trois-quarts centre dans un groupe élargi de joueurs pour un match de pré-sélection nationale au stade de la Croix du Prince, à Pau en décembre 1955. L'Écosse domine et gagne 12-0 le premier match du Tournoi des Cinq Nations 1956. La France et André Boniface jouent mieux contre l'Irlande pour une victoire 14-8. Maurice Prat donne à Guy Stener dans le trou, celui-ci sert Boniface, qui trompe deux défenseurs par deux crochets successifs aplatit. Le centre landais et ses partenaires concèdent une courte défaite 5-3 au pays de Galles. André Boniface se blesse et manque le dernier match du Tournoi. André Boniface est retenu au poste d'ailier contre la Tchécoslovaquie, il marque un essai dans un match disputé après une partie de pré-sélection nationale en décembre 1956. Parmi les joueurs testés, figurent le jeune ailier montois Christian Darrouy, coéquipier d'André Boniface.
Pour le premier match du Tournoi des Cinq Nations 1957, l'Écosse domine la mêlée française et prive de ballons les trois-quarts ; la France perd 6 à 0 à Colombes. Lucien Rogé prévu comme trois-quarts centre pour affronter l'équipe d'Irlande dans le cadre de la deuxième journée du Tournoi, déclare forfait ; André Boniface est décalé de l'aile au centre et son coéquipier en club, Christian Darrouy, prend sa place d'ailier. Les Irlandais s'imposent 11 points à 6. Jack Kyle et ses coéquipiers dominent le match. André Boniface joue le dernier match perdu du Tournoi 19-13 contre le pays de Galles,. La France a perdu tous ses matchs, elle est dernière avec la cuillère de bois,.
Alors que Christian Darrouy compte déjà cinq sélections en équipe nationale dont deux à l'aile aux côtés d'André Boniface, il remporte la Coupe Frantz-Reichel 1956-1957 avec Guy Boniface et les jeunes du Stade montois.
Lors de la saison 1957-1958, André Boniface est rejoint par son frère Guy au centre du Stade montois. « Un jour, on me dit qu'il y a un junior qui domine tout le monde, et que nous allons l'intégrer au centre en équipe première. Je me dis : « Merde ! Il va peut-être jouer à ma place ! ». L'entraînement du jeudi arrive, on appelle ce jeune : c'est Guy ! À partir de là, il est mon coéquipier… », se souvient André Boniface.
Lors de la deuxième journée du Tournoi des Cinq Nations 1958, la France s'incline 0-14 au stade olympique Yves-du-Manoir de Colombes contre l'Angleterre; après avoir subi trois essais dont un transformé et un but de pénalité, soit le score le plus sévère concédé par les Français à Colombes depuis trente ans, et une sixième défaite consécutive dans le Tournoi, les sélectionneurs de l'équipe de France remplacent toute la ligne d'attaque par celle de Lourdes : Antoine Labazuy, Pierre Tarricq, Maurice Prat, Roger Martine, Henri Rancoule,. Cette décision est le début d'une mise à l'écart du Landais de l'équipe de France jusqu'en 1961, à l'exception d'une rencontre en 1959.
Lors de la saison de championnat de France de rugby à XV 1958-1959, le 24 mai 1959 au Parc Lescure de Bordeaux, sous la direction d'Albert Ferrasse en tant qu'arbitre, les coéquipiers d'André Boniface affrontent le Racing club de France en finale, ils s'inclinent 8-3. Les Landais comptent pourtant neuf internationaux en titre ou à venir : une équipe complète, avec des avants solides (Pierre Cazals, Pierre Pascalin, Jean-Baptiste Amestoy, Paul Tignol, Jean-Roger Bourdeu), un demi de mêlée confirmé (Pierre Lacroix), une ligne de trois-quarts avec trois internationaux (Christian Darrouy, André et Guy Boniface). Avant la mi-temps, les Franciliens prennent un avantage de 8-0 avec un essai transformé et un but marqué en début de match. Si Guy Boniface marque un essai, la victoire est acquise aux Parisiens.

### Guy et André Boniface en équipe de France
Pendant l'édition du championnat de France 1960, Mont-de-Marsan termine équipe mieux classée de la première phase du championnat ; en huitième de finale, André Boniface marque 11 points : un drop-goal, un but sur pénalité, un essai, une transformation, soit la panoplie complète des points possibles. Mais l'AS Béziers élimine Mont-de-Marsan en quart de finale.
Si André Boniface perd ses premières finales en 1953 et 1959, il remporte le Challenge Yves du Manoir en 1960 contre Béziers sur un match nul 9-9 au bénéfice des essais marqués. Les coéquipiers d'André Boniface prennent donc une revanche. Les frères Boniface n'ont pas beaucoup de ballons, ils parviennent toutefois à initier des contre-attaques qui produisent les deux essais de l'équipe. C'est le troisième ligne Bourdeu qui est à la conclusion.
Lors de la saison du Championnat de France 1961, Béziers bat le Stade montois d'André Boniface en demi-finale et remporte le championnat avant de retrouver les Landais en finale du Challenge Yves du Manoir. André Boniface marque quatorze points pour une victoire 17 à 8.
André Boniface parvient à gagner un troisième titre consécutif du Challenge Yves du Manoir en s'imposant 14 à 9 contre la Section paloise. Les deux frères de Montfort font face à une défense vigilante, André parvient toutefois à marquer 11 points, dont un drop.

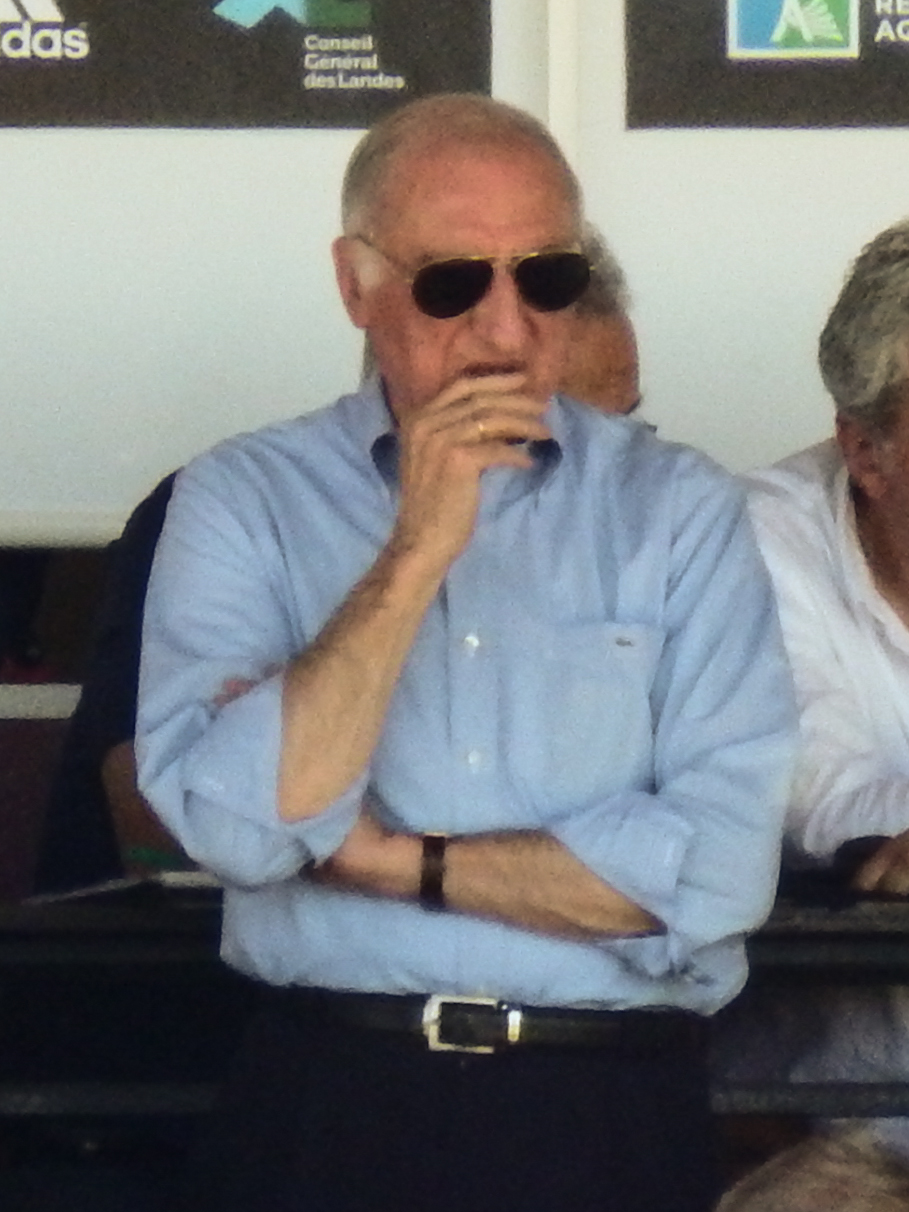
Pierre Albaladejo, ici en 2015, joue avec André Boniface en équipe nationale de 1960 à 1964 et contre lui la finale du championnat 1962-1963.

André Boniface est retenu pour disputer les quatre matchs du Tournoi des Cinq Nations 1963. Dans cette édition, l'équipe de France s'incline à deux reprises, mais termine deuxième du Tournoi. Les 40 points des Français sont inscrits par Pierre Albaladejo (16 points, 1 pénalité, 1 drop, 5 transformations), Christian Darrouy (9 points, 3 essais) et ses coéquipiers de club Guy Boniface (9 points, 3 essais) et André (6 points, 2 drops), tous les quatre joueurs landais,.
André Boniface et le Stade montois atteignent la demi-finale du challenge Yves du Manoir, disputée contre le CA Brive le 26 mai 1963 à Perpignan. Alors que les Landais sont menés au score sur la marque de 8-0 et que leur capitaine Guy Boniface manque de quitter le terrain après un rude plaquage collectif de trois joueurs brivistes cinq minutes plus tôt, Christian Darrouy contre un dégagement des Limousins et inscrit un essai sous les poteaux, transformé par André Boniface. À quelques secondes de la fin de la rencontre, le troisième ligne montois Bernard Couralet, soutenu par Darrouy et son capitaine et seulement séparé de la ligne d'essai par l'arrière adverse Serge Castiglioni, manque la dernière occasion de faire triompher son équipe.
Quelques jours plus tard, André Boniface et son club se hissent en finale du championnat de France 1963 après avoir écarté le CS Vienne, le Biarritz olympique, le RC Chalon et le FC Lourdes. Pour André Boniface, la demi-finale contre Lourdes était « le sommet de la saison. Lourdes était la référence avec les Prat, Gachassin, Crauste. Nous nous sommes toujours inspirés de ce qu’ils faisaient sans jamais parvenir à mettre en place un rugby aussi complet qu'eux ».
La finale du championnat de France disputée à Bordeaux suscite beaucoup de ferveur dans les Landes, puisque l'US Dax est opposé aux coéquipiers d'André Boniface. 40 kilomètres séparent les deux villes, la préfecture et la sous-préfecture ; aucun des deux clubs n'a encore gagné le titre. Parmi les nombreuses couvertures médiatiques sur la semaine précédant l'événement sportif landais, l'une des plus notables est à l'initiative du journal régional Sud Ouest. Les rédactions départementales organisent une rencontre sur terrain neutre entre les capitaines et entraîneurs des deux clubs : Pierre Albaladejo et Jean Desclaux face à André Boniface et Fernand Cazenave répondent ainsi aux questions de la presse à Tartas, commune à équidistance des deux cités landaises concernées. La tension est énorme, « la rencontre est assez décevante sur le plan du jeu » avoue André Boniface, joueur du Stade montois, et la victoire 9-6 est l'essentiel pour les Montois. « Quand on perd, tout s'effondre, vous n'existez plus. » rajoute le centre international. Christian Darrouy se claque en première mi-temps après une trentaine de minutes et fait le nombre,. « Pour la finale, nous avions décidé de sacrifier notre jeu (…) La blessure en début de match de Christian Darrouy, qui était notre finisseur, nous a confortés dans cette option », confesse André Boniface,,.
En huitième de finale du championnat de France 1964, le Racing Club de Narbonne s'impose 13 à 6 contre le Stade montois ; à l'issue du match, André et Guy Boniface sont suspendus pour propos désobligeants vis-à-vis de l'arbitre.
De retour à la compétition à l'occasion de la coupe d'Europe des clubs champions FIRA, il est expulsé pour avoir sanctionné lui-même un hors-jeu, et refusé par deux fois de quitter le terrain. Le score était alors de 10 à 0 pour le Grivita Rosie et suspendu 6 mois.
André Boniface n'est pas retenu pour les premiers matchs du Tournoi des Cinq Nations 1965. Le 27 mars 1965 au stade olympique Yves-du-Manoir de Colombes, l'équipe de France reçoit celle du pays de Galles. C'est la première fois que les frères André et Guy Boniface jouent ensemble à Colombes, avec Jean Gachassin à l'ouverture.
« Si on ne voulait pas se planter, se rappelle Gachassin, il fallait prendre les avants avec nous. Il fallait leur parler pour qu'ils se battent comme jamais et qu'ils nous donnent de bons ballons (…) On avait donc conditionné Michel Crauste, notre capitaine et mon capitaine à Lourdes qui avait passé le message devant. »
Dans les couloirs de Colombes, au moment de pénétrer sur la pelouse, Jean Gachassin déclare : « Ces sélectionneurs, ils nous emmerdent ! Maintenant, on est sur le terrain et on fait ce qu'on veut ! »
À l'issue de la première mi-temps, la France mène 19 à 0 grâce à quatre essais, dont deux de Guy Boniface et un d'André Herrero de près de 80 mètres. Jean Gachassin est à l'origine de l'essai, les frères Boniface à la manœuvre et un avant, André Herrero, à la conclusion. Le score final est de 22 à 13 pour les Français. Outre la qualité du match, l'arbitre irlandais, Gililand, est remplacé à la 32e minute par son suppléant français, Bernard Marie. Il s'agit de la première fois qu'un arbitre français officie accidentellement dans un match du Tournoi. La France termine deuxième du Tournoi, privant le pays de Galles de Grand Chelem.

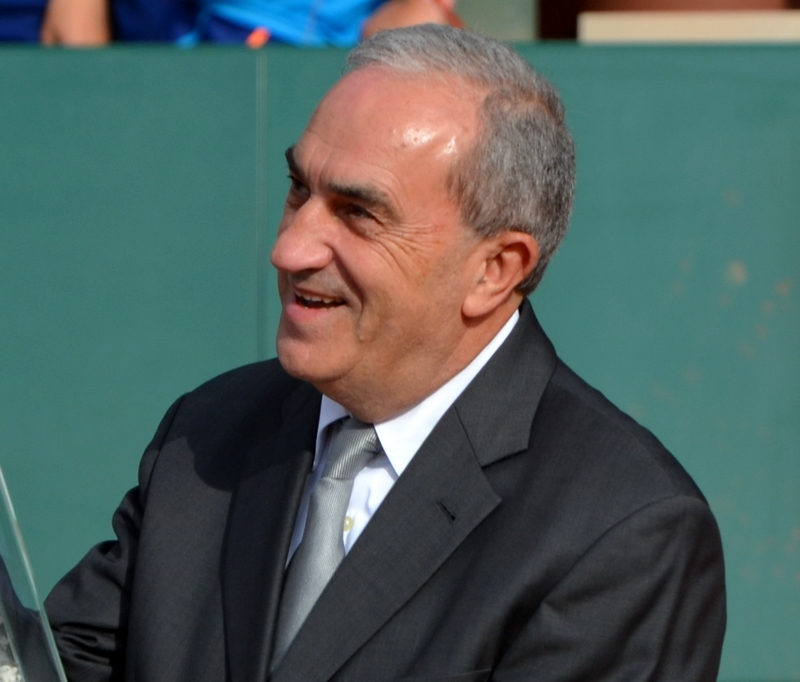
Jean Gachassin, coéquipier d'André Boniface en équipe de France de 1964 à 1966, adversaire en finale du challenge Yves du Manoir 1966.

En demi-finale de championnat de France 1965, Mont-de-Marsan s'incline contre le CA Brive d'Amédée Domenech ; André et Guy Boniface écopent d'un retrait de licence avec sursis à la suite des incidents survenus.
Le 26 février 1966, Jean Gachassin perce au milieu de la défense anglaise, attend le centre André Boniface et lui offre le ballon pour le dernier essai du Landais en équipe de France,.
Le 26 mars 1966, le pays de Galles et la France s'affrontent à Cardiff avec la victoire dans le Tournoi comme enjeu, les Gallois l'emportent 9 à 8. Stuart Watkins, l'ailier gallois, intercepte une passe de Jean Gachassin et marque l'essai de la victoire. Midi olympique écrit : « le pack français trahi ! ». La Fédération en profite pour démettre Jean Prat de sa fonction d'homme de terrain, pour écarter Jean Gachassin, André, Guy Boniface, et Michel Crauste,. Pourtant, entre mars 1964 et mars 1966, en deux années, la France a remporté 11 victoires, concédé 3 matchs nuls pour 2 défaites.
Lors de la saison 1965-1966, le Stade montois de Christian Darrouy affronte Lourdes en finale du Challenge Yves du Manoir et s'incline (16-6). Les Landais sont privés de ballons ; sur un rare ballon d'attaque, André Boniface initie un mouvement, poursuivi et achevé par Christian Darrouy et Guy Boniface pour un bel essai.

### Entraîneur
Après la mort de son frère Guy, le 1er janvier 1968, des suites d'un accident automobile sur une route des Landes, André Boniface entraîne en 1969-1970 le Stade montois, rejouant même au poste de demi d'ouverture pour remplacer Pierre Castaignède (le père de Thomas Castaignède), indisponible en raison d'une blessure. Pendant ces trois années et demie, il met en place, comme entraîneur joueur, toute une philosophie de jeu basée sur l'attaque, la passe et la relance. Il emmène son club en quarts de finale du championnat de France contre le SU Agen en 1971, puis en huitièmes contre l'US Dax l'année suivante. Il démissionne en octobre 1972 avant de revenir comme entraîneur à partir de 1977 et jusqu'en 1984. Sous sa direction, entre 1969 et 1972 évoluent des grands joueurs d'attaque comme Patrick Nadal, Jean Jouglen, Jean-Louis Léglize ou le demi de mélée Jacques Dumartin, sans oublier Benoît Dauga, leader du pack.

### Autres activités
Dans les années 1950, alors que sa carrière sportive est encore active, André Boniface ouvre un magasin d'articles de sports à Mont-de-Marsan, rue Dominique-de-Gourgues, prenant la suite de son père dans ce bâtiment. Il déménage son commerce au début des années 1970 rue Frédéric-Bastiat, dans des locaux plus grands. Il met fin à son activité en 1993, prenant sa retraite et déménageant à Soorts-Hossegor avec son épouse,.
En 2006, il publie ses mémoires, Nous étions si heureux..., préfacé par l'un de ses amis, Jean Glavany.

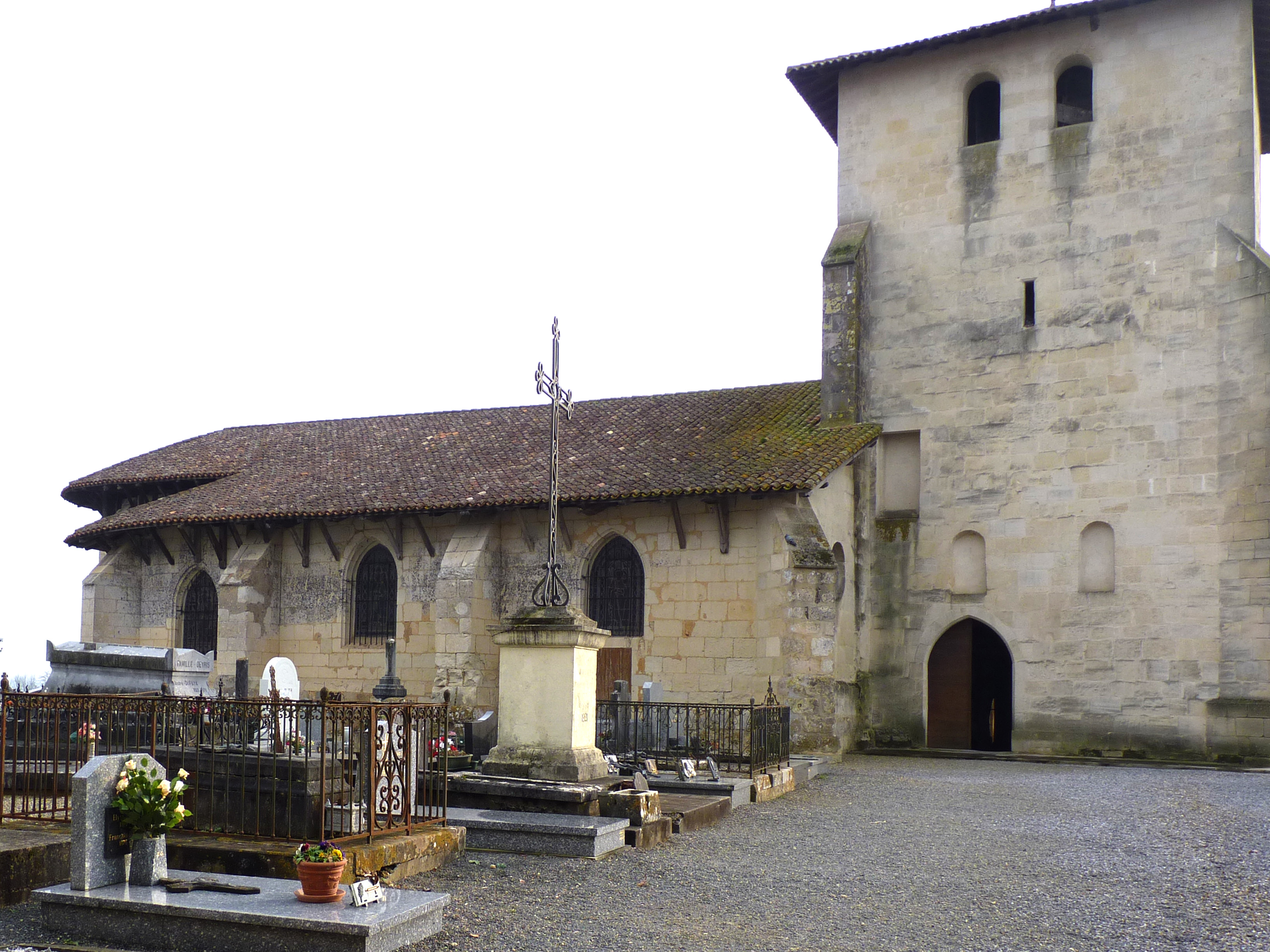
André Boniface est inhumé au cimetière de Montfort-en-Chalosse, sa ville natale.

Il meurt le 8 avril 2024 à l'âge de 89 ans, à l'hôpital de Bayonne,,. Il est inhumé dans le caveau familial à Montfort-en-Chalosse, sa ville natale, en présence de près de 500 personnes comprenant de nombreuses personnalités du monde du rugby français. Durant la cérémonie à l'église Saint-Pierre, son cercueil est notamment porté par quatre joueurs de l'équipe du Stade montois – Jules Even, Léo Banos, Yann Brethous et Mathys Bats – vêtus d'un t-shirt noir floqué du numéro 12 de son poste de centre ainsi que de sa maxime « L'esthétique ne nuit pas à l'efficacité »,.

## Palmarès

### En club
En vingt saisons passées avec le Stade montois, André Boniface remporte le championnat de France 1962-1963 et perd la finale en 1952-1953 et en 1958-1959. Il remporte le Challenge Yves du Manoir en 1960, 1961 et 1962, il est finaliste en 1958 et 1966.

### En équipe nationale
André Boniface a remporté quatre Tournois en 1954, 1955, 1959 et en 1962. Il termine deuxième à quatre reprises, troisième à deux reprises et seulement une fois au-delà de la troisième place.
| Édition           | Rang | Résultats France | Résultats Boniface | Matchs Boniface |
| ----------------- | ---- | ---------------- | ------------------ | --------------- |
| Cinq Nations 1954 | 1    | 3 v, 0 n, 1 d    | 2 v, 0 n, 1 d      | 3/4             |
| Cinq Nations 1955 | 1    | 3 v, 0 n, 1 d    | 2 v, 0 n, 0 d      | 2/4             |
| Cinq Nations 1956 | 2    | 2 v, 0 n, 2 d    | 1 v, 0 n, 2 d      | 3/4             |
| Cinq Nations 1957 | 5    | 0 v, 0 n, 4 d    | 0 v, 0 n, 3 d      | 3/4             |
| Cinq Nations 1958 | 3    | 2 v, 0 n, 2 d    | 0 v, 0 n, 2 d      | 2/4             |
| Cinq Nations 1959 | 1    | 2 v, 1 n, 1 d    | 0 v, 1 n, 0 d      | 1/4             |
| Cinq Nations 1962 | 1    | 3 v, 0 n, 1 d    | 2 v, 0 n, 1 d      | 3/4             |
| Cinq Nations 1963 | 2    | 2 v, 0 n, 2 d    | 2 v, 0 n, 2 d      | 4/4             |
| Cinq Nations 1964 | 3    | 1 v, 1 n, 2 d    | 0 v, 1 n, 2 d      | 3/4             |
| Cinq Nations 1965 | 2    | 2 v, 1 n, 1 d    | 1 v, 0 n, 0 d      | 1/4             |
| Cinq Nations 1966 | 2    | 2 v, 1 n, 1 d    | 2 v, 1 n, 1 d      | 4/4             |

Légende : v = victoire ; n = match nul ; d = défaite ; la ligne est en gras lorsqu'il y a Grand Chelem.

## Statistiques en équipe nationale
De 1954 à 1966, André Boniface dispute 48 matchs avec l'équipe de France au cours desquels il marque 11 essais, 1 transformation, 1 pénalité et 2 drops, soit un total de 44 points,. Il participe notamment à onze Tournois des Cinq Nations de 1954 à 1966. Il remporte quatre tournois. Il participe à la tournée en Nouvelle-Zélande et en Australie en 1961.
André Boniface débute en équipe nationale à 19 ans le 23 janvier 1954. S'il joue régulièrement aux postes de centre et d'ailier jusqu'à la fin de l'année 1966, disputant 48 matchs en 13 saisons, par son style de jeu et son caractère - il a la langue bien pendue - il est exposé aux critiques et pour cela, il manque plusieurs matchs, par exemple les tournées en Afrique du Sud en 1958 et en 1964. Il joue ailier à dix reprises lors de ses quinze premiers matchs internationaux, il est ensuite exclusivement retenu comme trois-quarts centre.
- Champion de France en 1963
- Challenge Yves du Manoir en 1960, 1961 et 1962
- Vice-champion de France en 1953 et 1959
- Finaliste du challenge du Manoir en 1966 (il ne participe pas pour la finale de 1958)
- Finaliste de la Coupe d'Europe des clubs champions FIRA en 1964
- Demi-finaliste du championnat en 1961 et 1965
- Demi-finaliste du Manoir en 1954, 1963, 1965 et 1967
- 48 sélections en équipe de France, de 1954 à 1966, soit 13 années (record national de durée), pour 11 essais marqués
- 2 matchs avec le XV de France en 1954 contre le Chili et l'Allemagne
- Vainqueur du Tournoi des Six Nations à 5 reprises : en 1954 (ex æquo), 1955 (ex æquo), 1959, 1961, et 1962
- Coupe d'Europe FIRA de rugby à XV 1954
- Tournées en Argentine en 1958, Nouvelle-Zélande en 1961

## Famille et vie privée
Marié en 1955 avec Anny Deyris, André Boniface est le père de trois enfants : Corinne (née en 1956), François (né en 1960) et Hélène (née en 1969).

## Style de joueur
Joueur exceptionnel des lignes arrières, il a connu une carrière chaotique avec le XV de France, mais ce qui caractérise André Boniface, c'est l'amour particulier qui le liait à son frère Guy, et la religion qu'ils ont fait du jeu de ligne. À son grand physique et des qualités de vitesse indéniables, il ajoutait une grande dextérité acquise dès sa jeunesse dans des jeux où le jeu au pied était interdit.
André possède une hygiène de vie draconienne, suivant un entraînement journalier couplé avec un régime alimentaire strict : très peu d'alcool, pas de tabac et de pain, ayant arrêté la consommation de viande rouge et de charcuterie à ses 18 ans lorsqu'il pratique l'athlétisme,,, notamment sur les conseils du Dr Vinciguerra de Montfort-en-Chalosse.
Il est le symbole du jeu d'attaque, du « french flair », le roi du cadrage-débordement et des passes croisées. L'essentiel, pour lui, c'était d'arriver à créer un décalage pour envoyer son ailier, souvent Christian Darrouy, à l'essai. Son frère Guy s'est surpassé à ses côtés, devenant son alter ego, avec des qualités de finisseur exceptionnelles.

## Reconnaissances, impact médiatique et populaire
André Boniface obtient la deuxième place aux Oscars du Midi olympique (meilleur joueur français du championnat) en 1963 et la Médaille de l'Académie des sports en 1962.
André Boniface est promu au grade de Chevalier de la Légion d'honneur par décret du 31 décembre 1989. En 2005, il intègre le Temple international de la renommée du rugby, seuls six joueurs français ont eu cette reconnaissance.
Antoine Blondin a attribué aux « frères Boni », le premier usage de la passe croisée en ces termes : « La célèbre passe croisée, que les deux frères illustrèrent sur toutes les pelouses du monde et portèrent à sa plus ample perfection, était entre leurs mains la passe d'un croisé à l'autre. La Terre Sainte, ainsi appelle-t-on l'en-but adverse, n'était pas chez eux un vain mot ».
Guy et André Boniface sont les sujets d'un documentaire réalisé par Jean-Pascal Fontorbes et Anne-Marie Granie en 2009, présenté en 2010.

## Hommages

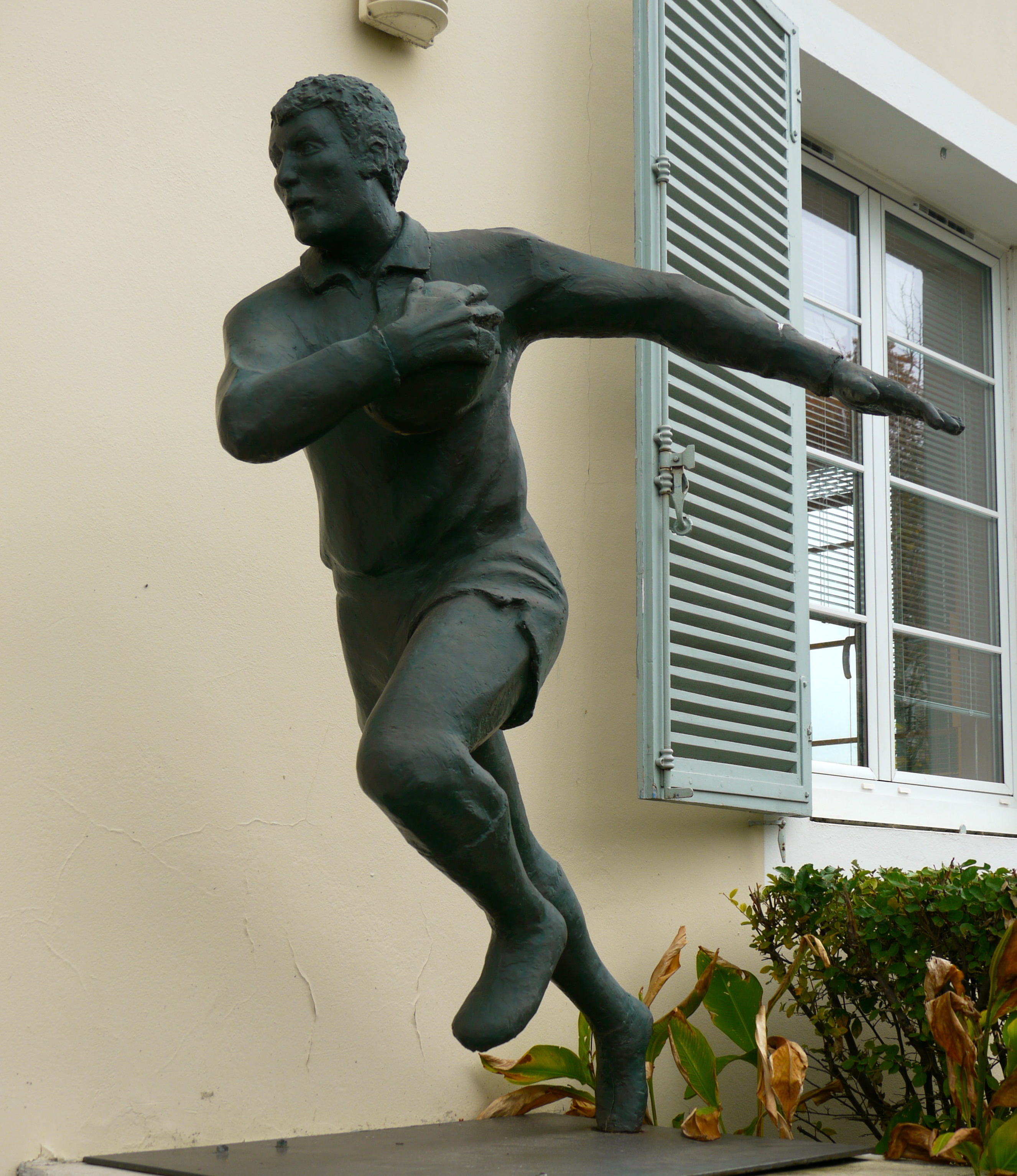
Une statue représentant André Boniface, érigée de son vivant, devant la Direction départementale des Landes de la Jeunesse et des Sports.

Le 12 janvier 2020, à l'issue de la rencontre de Pro D2 opposant le Stade montois au RC Vannes, le stade Guy-Boniface est renommé stade André-et-Guy-Boniface, apposant dorénavant le nom des deux frères Boniface. Par la même occasion, les deux tribunes sont baptisées d'après deux autres joueurs emblématiques du club : la plus récente est ainsi nommée tribune Benoît Dauga, tandis que l'ancienne est désignée tribune Christian Darrouy.